# Långsjön (Kroppa socken, Värmland)
Långsjön är en sjö i Filipstads kommun och Storfors kommun i Värmland och ingår i Göta älvs huvudavrinningsområde. Sjön har en area på 0,732 kvadratkilometer och ligger 171,2 meter över havet. Sjön avvattnas av vattendraget Hättälven.

## Delavrinningsområde
Långsjön ingår i det delavrinningsområde (660820-141890) som SMHI kallar för Utloppet av Långsjön. Medelhöjden är 192 meter över havet och ytan är 3,56 kvadratkilometer. Det finns ett avrinningsområde uppströms, och räknas det in blir den ackumulerade arean 30,08 kvadratkilometer. Hättälven som avvattnar avrinningsområdet har biflödesordning 5, vilket innebär att vattnet flödar genom totalt 5 vattendrag innan det når havet efter 345 kilometer. Avrinningsområdet består mestadels av skog (74 procent). Avrinningsområdet har 0,73 kvadratkilometer vattenytor vilket ger det en sjöprocent på 20,4 procent.